# Henry Ian Cusick
Henry Ian Cusick (ur. 17 kwietnia 1967 w Trujillo) – brytyjsko-peruwiański aktor teatralny, telewizyjny i filmowy.

## Życiorys
Urodził się w rodzinie rzymskokatolickiej Peruwianki i Szkota irlandzkiego pochodzenia. Przez dwa lata przebywał w Trynidadzie, zanim rodzina przeprowadziła się do Hiszpanii, następnie do Szkocji i przez dziesięć lat dorastał w Trynidadzie i Tobago. Po ukończeniu Presentation College, mając piętnaście lat przeniósł się do Szkocji. Spędził sześć miesięcy w Royal Scottish Academy of Music and Drama w Glasgow, gdzie występował w Citizens’ Theatre w sztukach: Portret Doriana Graya (1993) u boku Ruperta Everetta jako Dorian Gray, The Marovitz Hamlet (1993) jako tytułowy bohater szekspirowski, Edyp (1994) w roli Kreona, Ryszard II (1995) jako Sir Henry Green, Makbet (1998) jako wiedźma, Don Juan Moliera (1998) w roli legendarnego libertyna. Za rolę Tasso w spektaklu Johanna Wolfganga von Goethego Torquato Tasso (1995) był nominowany do nagrody im. Iana Charlesona.
Po raz pierwszy trafił na mały ekran w jednym z odcinków serialu ITV Taggart (1993). Jego debiutem kinowym była rola Toby’ego Bynga w melodramacie Opętanie (Possession, 2002) z Gwyneth Paltrow i Aaronem Eckhartem. Zebrał znakomite recenzje za kreację Jezusa Chrystusa w filmie biblijnym Opowieść o Zbawicielu (The Visual Bible: The Gospel of John, 2003). Popularność wśród telewidzów przyniosła mu postać Desmonda Hume’a w serialu ABC Zagubieni (Lost), za którą w 2006 roku zdobył nominację do nagrody Emmy.
15 lipca 2006 roku poślubił Annie Wood, mają trzech synów: Eliasa, Lucasa i Esau’a.

## Filmografia

### Filmy kinowe
- 2007: Hitman jako Udre Belicoff
- 2006: Cena przetrwania (9/Tenths) jako William
- 2006: Półmrok (Half Light) jako Brian Forester
- 2003: Opowieść o Zbawicielu (The Visual Bible: The Gospel of John) jako Jezus Chrystus
- 2002: Opętanie (Possession) jako Toby Byng

### Filmy TV
- 2007: Zagubieni: Odpowiedzi (Lost: The Answers) jako Desmond Hume
- 2004: Romans doskonały (Perfect Romance) jako Peter Campbell
- 2003: Carla jako Matt
- 2001: Sherlock Holmes: Podstęp białego rycerza (Murder Rooms: The White Knight Stratagem) jako Sierżant Michael Clark
- 1997: Ryszard II (Richard II) jako Green

### Seriale TV
- 2014–2016: The 100 jako Marcus Kane (główna obsada)
- 2006: 24 godziny (24) jako Theo Stoller
- 2005–2010: Zagubieni (Lost) jako Desmond Hume (główna obsada w sezonach 3–6)
- 2005: Budząc zmarłych (Waking the Dead) jako Jeremy Allen
- 2004: Morderstwa w Midsomer (Midsomer Murders) jako Gareth Heldman
- 2003: Amatorzy przygód (Adventure Inc.) jako Gavin Merrill
- 2003: Book Group (The Book Group) jako Miles Longmuir
- 2003: Szczęście (Happiness) jako Phillip
- 2002–2003: Pod niebem Szkocji (Two Thousand Acres of Sky) jako Dr Ewan Talbot
- 2001–2002: Casualty jako Jason
- 1993: Taggart jako Ian Gowrie

### Filmy krótkometrażowe
- 2006: Tajemnice bunkra (Secrets From The Hatch) jako Desmond Hume

## Nagrody i nominacje

### Nagrody
- 2008 – EWwy Award, w kategorii Najlepszy aktor drugoplanowy w serialu dramatycznym – Zagubieni

### Nominacje
- 2006 – Primetime Emmy Awards, w kategorii Outstanding Guest Actor – Drama Series – Zagubieni, odc. Live Together, Die Alone
- 2008 – Saturn, w kategorii Najlepszy drugoplanowy aktor telewizyjny – Zagubieni